# Plastusiowy pamiętnik
Plastusiowy pamiętnik – utwór dla dzieci autorstwa Marii Kownackiej. 

## Historia wydań
Po raz pierwszy był zamieszczony w „Płomyczku” (2 września 1931), a jako książka ukazał się w 1936.
Ciąg dalszy przygód Plastusia, o jego pobycie na wsi, u kuzynki Tosi – Hani, opisuje książka Przygody Plastusia (wyd. I, 1957), wydawana niekiedy łącznie z Pamiętnikiem. Obie części są lekturą obowiązkową dla klas pierwszych szkoły podstawowej.
Książce towarzyszą, napisane później, mniej znane kontynuacje: Za żywopłotem, Plastusiowo, Plastusiowa farma, Misio i Plastuś.

## Fabuła
Opowiada o Plastusiu – ludziku z plasteliny – ulepionym przez pierwszoklasistkę Tosię. Narracja jest pierwszoosobowa, z punktu widzenia Plastusia, który spisuje wydarzenia związane z nim, jego przyjaciółmi z piórnika Tosi (m.in. ołówkiem, piórem, scyzorykiem, stalówkami i gumką-myszką) oraz samą dziewczynką.

## Adaptacje
W 1980 na podstawie książki powstał serial animowany w reżyserii Zofii Ołdak, a w 1981 bajka muzyczna, z Ireną Kwiatkowską w roli Plastusia.

## Bohaterowie
- Plastuś – ludzik ulepiony z plasteliny. Główny bohater opowiadania,
- Tosia – pierwszoklasistka, która ulepiła Plastusia,
- Zosia – koleżanka z klasy Tosi, siedzi z nią w jednej ławce, pewnego dnia dewastuje jej przybory szkolne,
- Bronek – kolega z klasy Tosi, dokucza jej, miłośnik papierowych samolotów i wielki bałaganiarz,
- Jacuś – młodszy brat Tosi,
- Adrian – nowy kolega z klasy Tosi,
- Walerka – koleżanka z klasy Tosi,
- Joasia – koleżanka z klasy Tosi, pełni z nią dyżur w czasie przerwy,
- Lodzia – koleżanka z klasy Tosi, często odwiedza ją w domu,
- Honoratka – koleżanka z klasy Tosi, siedzi w trzeciej ławce,
- Pani nauczycielka z klasy Tosi,
- Witek – więził przez jakiś czas Plastusia, bałaganiarz i zaczepny chłopiec ze starszej klasy,
- Fikuś – pies Tosi i Jacusia,
- Mruczek – kot Tosi i Jacusia,
- Klarcia – lalka Lodzi,
- Petronela – lalka Tosi,
- Panny z włóczki,
- Przybory szkolne z piórnika Tosi: gumka-myszka, ołówek, pióro, stalówki, scyzoryk, pędzelek, kałamarz,
- Przybory do szycia Tosi: igły, naparstek.

## Rozdziały
- Dlaczego nazywam się Plastuś

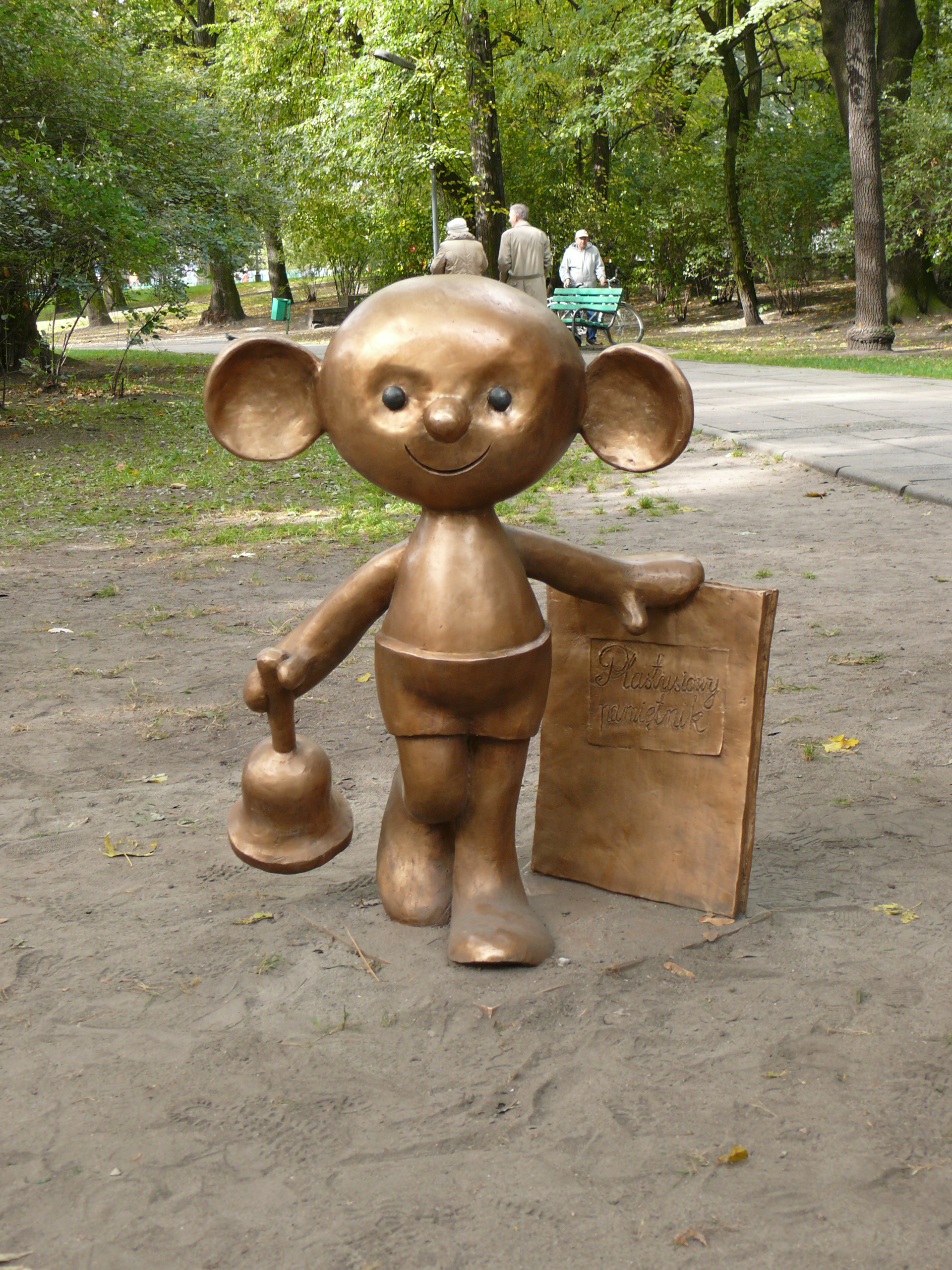
Pomnik Plastusia w Łodzi

- O pamiętniku w czerwonym zeszyciku
- O kleksiku z kałamarza, co na nikogo nie zważa
- Żadna beksa nie pomoże na kleksa
- Wiele krzyku o wycieraczkę w piórniku
- O Tosi, o Bronku i o mysim ogonku
- O moim biednym nosie i o szkaradnej Zosi
- O Zosi niszczycielce historia smutna wielce
- O tym, jak to z porządkiem było, ale dobrze się skończyło
- O farbach i kłopocie wielkim, czy można pisać pędzelkiem?
- O chińskiej awanturze, o pędzelku i piórze
- Pudełeczko, podnieś wieczko!
- Historia niewesoła wcale, jak do klasy przyszły lale
- O tym, co zrobił Jacek, i o nosie jak placek
- O wyprawie cudnej, na wyspy bezludne
- O kwiatach w szkole i o kaktusie, co kole
- Historia cała o porządku i o strzałach
- O tym, jak kreda wytrzeć tablicy nie da
- Jak się ze mną poznali ci, co w książkach mieszkali
- O tym, jak od Lodzi dostałem samochodzik
- Kogo się pantofel boi, o tym, co Fikuś narobił
- Bawimy się w chowanki – same niespodzianki
- O tym, jak każdy śpieszy naszą panią ucieszyć
- O wydmuszkach, o placku, o Mruczku, Fikusiu i nieznośnym Jacku
- O dzielnych ratownikach z tosinego piórnika
- O Jacku-bazgrocie, aucie z babcinego kapcia i o piecuchu kocie
- Tosiu, teraz zapamiętasz, jak szanować elementarz?
- O sreberku, o złocie i o wesołej robocie
- Dobra nowinka – w szkole choinka
- O tym, jak mnie szkaradnie łobuz z choinki kradnie
- O mojej smutnej doli u Witka w niewoli
- O Witku, o zbytku, o oparzeniu i o Tosi ogłoszeniu
- O tym, jak to się staje, że mnie Witek oddaje
- Dużo radości i krzyku, że znowu jestem w piórniku